# Södra Esplanaden
Södra Esplanaden är en esplanad i Lund. Gatan följer samma sträckning som de södra delarna av Lunds medeltida stadsvall. Vallen kom under 1800-talet att bli ett hinder för stadens expansion, och redan 1873 lades ett förslag fram att ersätta vallens södra delar med en "promenad". Det var dock först genom ett förslag framlagt av dåvarande stadsarkitekten 1887 kallat "Södra Vallpromenaden" som idén kom att förverkligas. Anläggningsarbetena utfördes under 1890-talet.
Södra Esplanaden sträcker sig från Gyllenkroks allé i väster till Östra Vallgatan och Brunnsgatan i öster. Norrifrån leder bland annat Bankgatan och Stora Södergatan ned till Södra Esplanaden. Stadsdelen Nöden ligger på esplandens norra sida.
Esplanaden är uppdelad i en enkelriktad gatstensbelagd sträcka med parkeringsfickor vilken går längs bebyggelsen på dess södra sida, och på norrsidan en asfalterad gata som trafikeras i båda riktningarna, bland annat av flera stads- och regionbusslinjer. Mellan dessa delar ligger en promenadsträcka i form av en lindallé som varje lördag på våren och sommaren upplåts för en populär loppmarknad. 

## Bilder

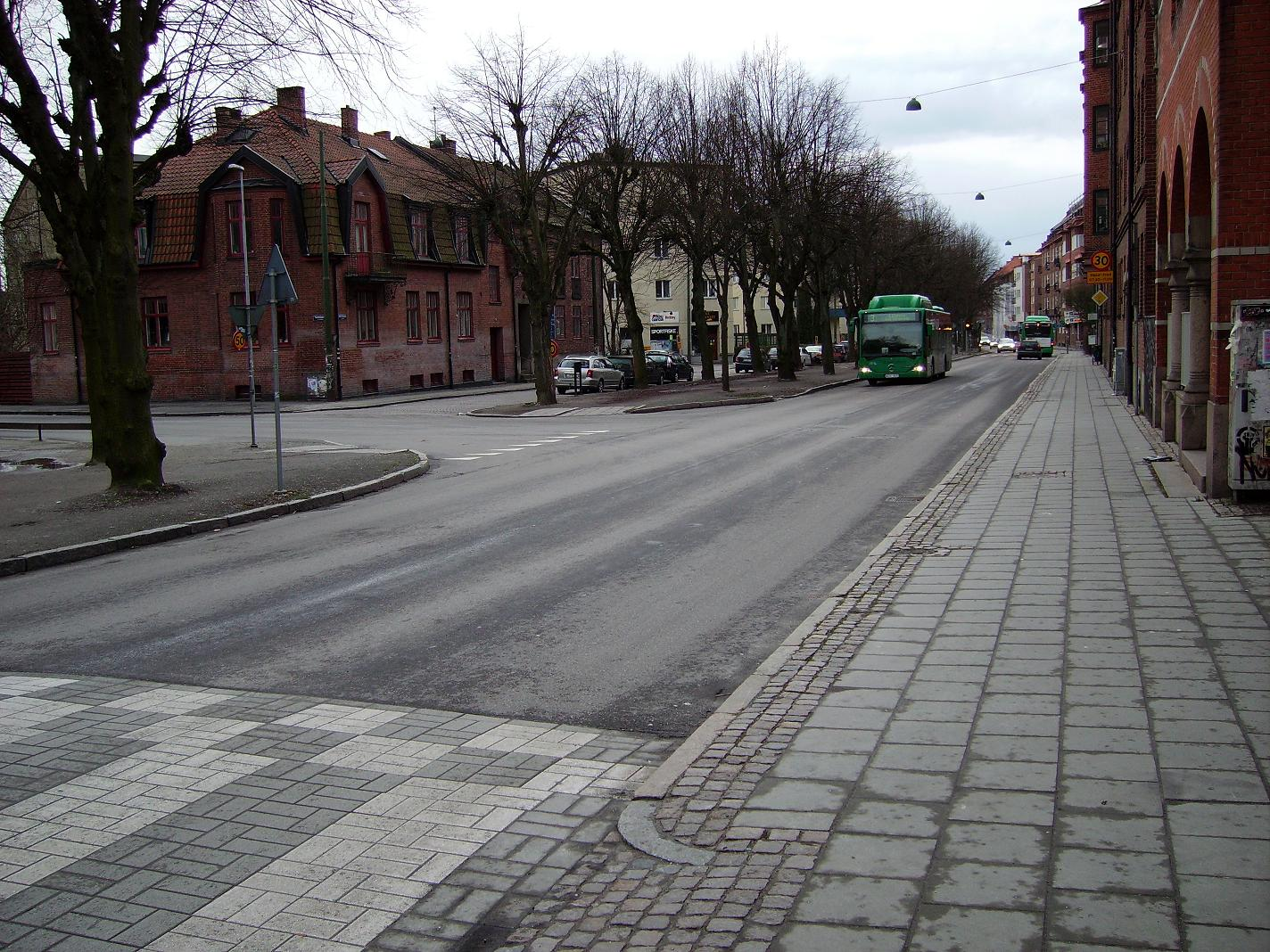
Södra Esplanaden sedd från öster.
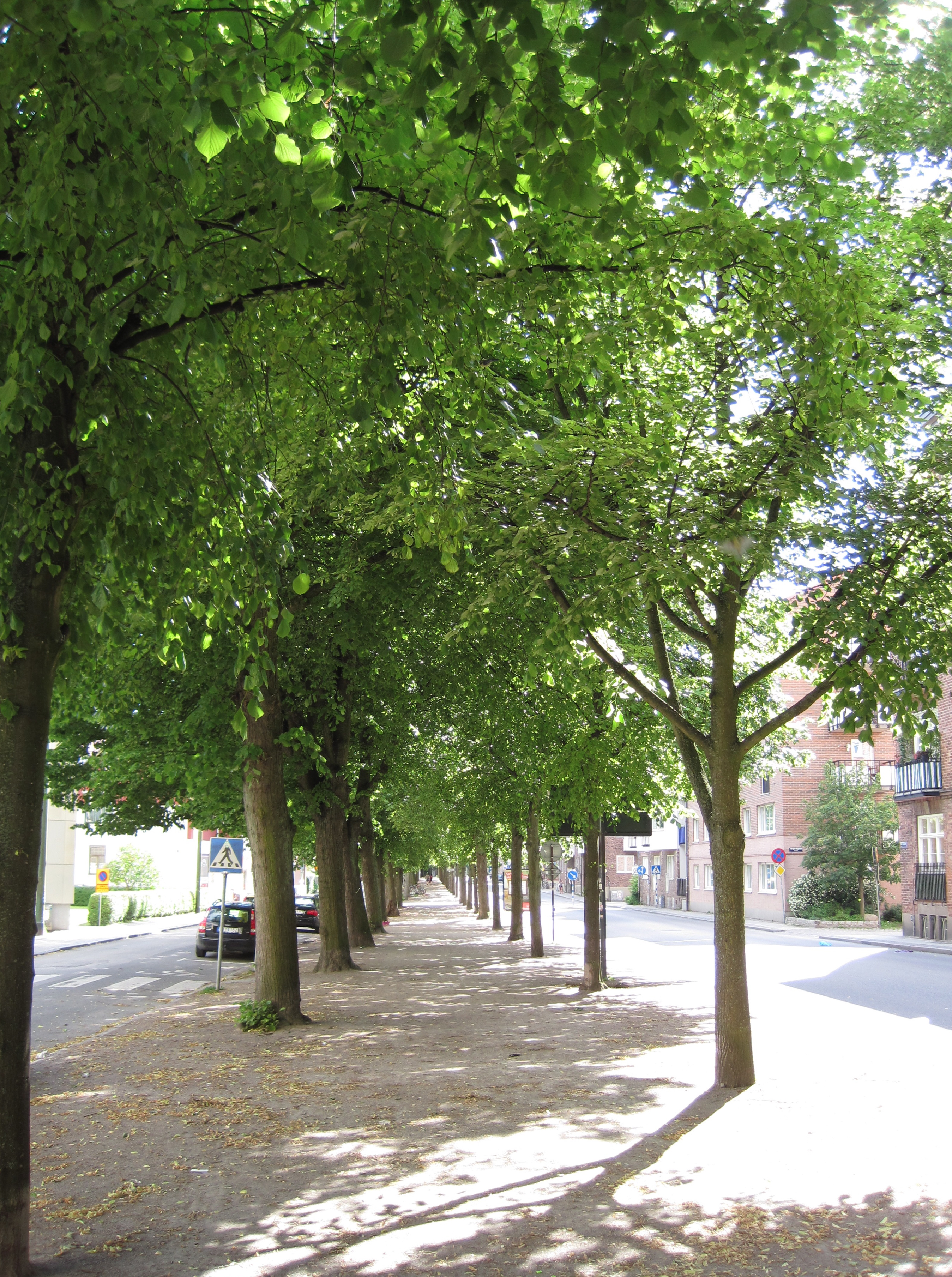
Södra Esplanadens lindallé.
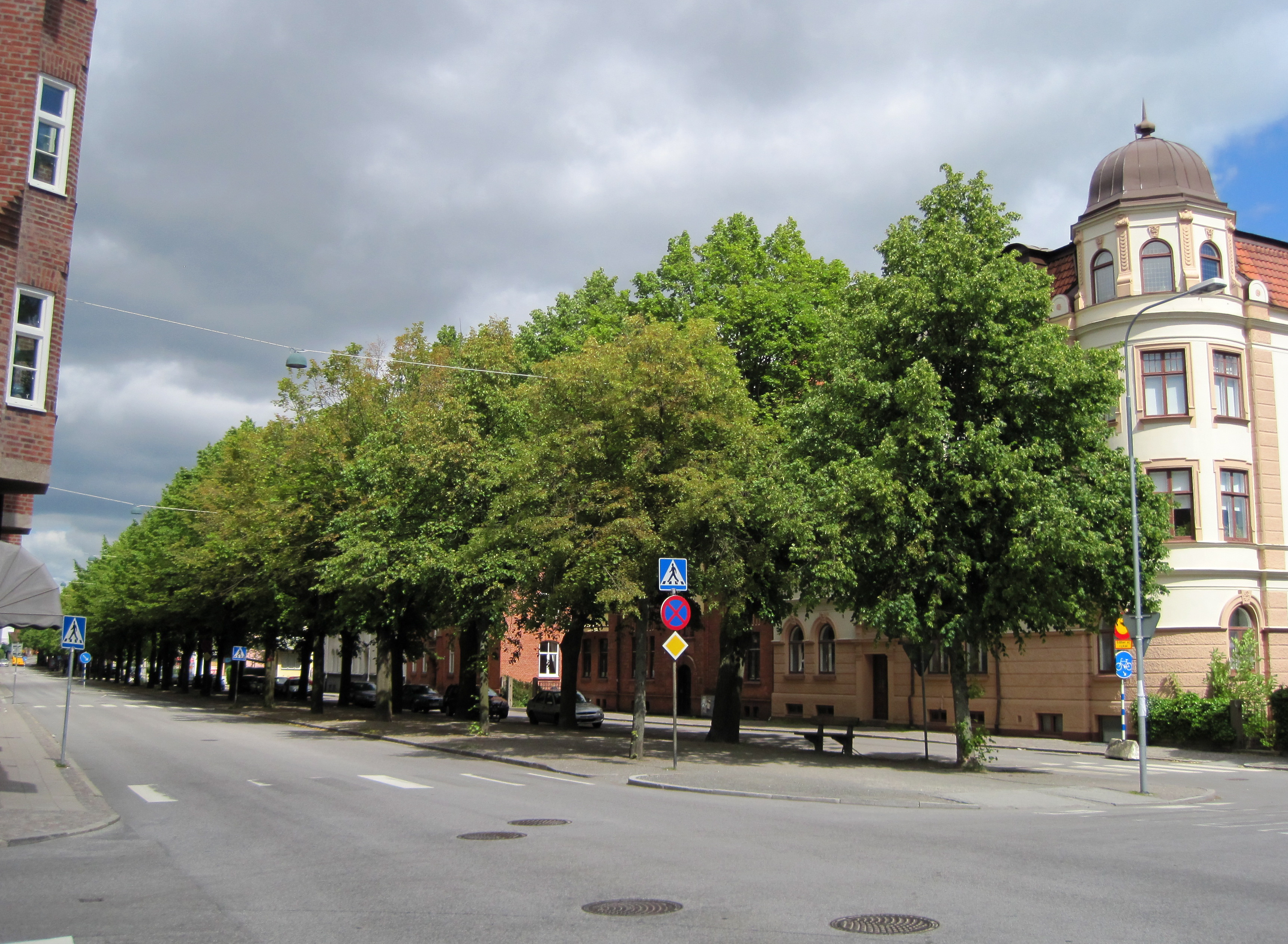
Södra Espalanden sedd från väster.